# TO-Y
『TO-Y』（トーイ、To-yとも表記される）は、上條淳士による漫画作品。『週刊少年サンデー』（小学館）にて、1985年から1987年まで連載された。上條の代表作で「バンドマンガの金字塔」と呼ばれている。
単行本は全10巻が刊行。文庫版、コンビニ版など幾つかの版を経て、2015年から2016年にかけて『To-y 30th AnniversaryEdition』全5巻が完全版として刊行された。
本作について「革命的表現で「音」を描き、数多の音楽漫画、ミュージシャンに影響を与えた」作品と説明されている。東京を舞台としている。

## 沿革
『週刊少年サンデー』にて、1985年第16号から1987年第17号まで連載。ニヤを主人公としたスピンオフ作品として描かれた短編「山田のコト」が、『増刊少年サンデー』（同）1986年5月号に掲載される。
1987年にはアニメ化（OVA化）されている。
2010年、本作の25周年を記念して、作品集『山田のこと』を小学館より刊行。同読み切りは長年の間単行本未収録であったが、初めて収録される。表題作のほかに、上條の単行本未収録短編が10作併録されている。
2015年4月、ファッションブランド「LAD MUSICIAN」とコラボレート。同年11月、本作の登場人物・藤井冬威のデビュー30周年を記念して、上條淳士の原画展「LIVE」を開催。原画展は東京、大阪、福岡、仙台、吉祥寺で行われ、展覧会ツアーとして巡回された。
2015年12月より、本作の30周年と藤井冬威のデビュー30周年を記念して、『To-y 30th Anniversary Edition』を刊行。完全版ではカバーイラストが描きおろされ、連載当時のカラー原稿が再現されている。「山田のコト」が完全版にも収録。
2016年3月1日発売の『月刊ヒーローズ』（ヒーローズ）4月号にて、『ウルトラマン』のジャミラとコラボレート。ジャミラと藤井冬威がコラボレートしたイラストが描かれている。同年4月21日から5月21日まで東京都の成山画廊にて、本作の原画展「To-y 武道館 1985」を開催。
2020年7月から9月まで開催された日本のマンガやアニメを扱った展覧会「MANGA都市TOKYO ニッポンのマンガ・アニメ・ゲーム・特撮2020」では、本作が「高度経済成長期までの、豊かになっていく東京を舞台にした作品」のひとつとして展示された。
作中で藤井冬威が1985年11月11日に日本武道館にデビューした記念として、2020年11月27日に『TRIBUTE TO TO-Y』が刊行。総勢33人の漫画家、イラストレーターによるトリビュート作品のほか、上條淳士による33年ぶりの新作短編「風の道」も収録。
同年12月19日から2021年1月17日まで本作の35周年を記念して、東京都日本橋のspace caimanにて、展示イベント「TO-Y SPECIAL SHOWCASE」を開催。
2021年6月、34年越しにOVAがBlu-ray化されている。

## あらすじ
まばゆい輝きを放つ高校生、トーイこと「藤井冬威」。パンク・ロックバンドのボーカルだったトーイは、ビッグスター「哀川陽司」の友人のライブを乗っ取り、哀川と共にそのライブを見ていた敏腕マネージャー「加藤か志子」の目に留まる。
か志子は、パンクロックバンド「GASP」としてではなく、存在感のあるボーカリスト「トーイ」のみをデビューさせようとする。GASP内でのイザコザにより、トーイはバンドを辞めてメジャーデビューすることになり、か志子の思惑どおりとなる。
ネコのように無邪気な女子中学生のニヤや、実はトーイの従姉妹でもあるスーパーアイドル「森が丘園子」との共同生活をしながら、芸能界デビューするトーイ。しかし、本来の音楽性を否定され、スキャンダラスな話題性とルックスのみが注目され、マスコミの取材攻勢は過熱していく。
まともに音楽性を評価されない現実に抗うかのように、トーイは自ら道化のように振る舞い、ステージをメチャメッチャに破壊するなどの過激なパフォーマンスを繰り広げていく。

## 登場人物
声はOVAの出演者。
藤井冬威（ふじい とうい） / トーイ
声 - 塩沢兼人
本編の主人公。類稀なルックスと、天性の音楽性をもつ少年。喧嘩も滅法強い。物語のスタート時には、高校1年生だったが、すぐに自主退学する。実家は軽井沢近郊の旧家である小石川家で、本来なら旧家の御曹司になるが、幼いころに両親が離婚した際父親についていったため、現在は実家とはほぼ絶縁状態になっている。とはいえ既に父親は他界し、母親が保護者となっているので、全く縁が途切れているわけではない。
パンクバンド「GASP」のボーカルとして高い人気を誇りながらも、自分のやりたい音楽がパンクではないことに悩み、GASPのメンバー達のことを考えそのことを言い出せなかったが、リーダーの桃元の後押しもあり、脱退した。だが、そのことで後述のイサミやカイエらに「裏切った」と思われてしまう。
GASP脱退後、哀川陽司のバックバンド「EDGE」を経て、デビュー前の日本武道館でのソロコンサートおよび、ジャケットとB面の異なるシングル3枚＆アルバム同時発売と、アイドルとして鮮烈なデビューを飾る。事務所の強力なプッシュで2大音楽祭のひとつ、レコード大賞の最優秀新人賞を受賞するが、その瞬間、賞を辞退し会場を立ち去る。アイドルとしては2カ月ほどで引退しているが、本編の最終話から察するに、ライブハウスを中心とした音楽活動は続けている様子。「GASP」時代はボーカルだけで楽器の演奏はしなかったが、「EDGE」に加入してからベースギターを弾くようになる。身長は187センチメートル。モデルの1人として、デヴィッド・ボウイが挙げられている。
山田二矢（やまだ にや） / ニヤ
声 - NOKKO
本編のヒロイン。無邪気でネコとトーイが大好きな中学3年生。15歳。ショートカットにボーイッシュな服装で、しばしば男の子に間違えられる。学校にはほとんど行かず、トーイの追っかけをしている。神出鬼没で、誰とも打ち解けるため、トーイの芸能事務所にも顔パス。母親は幼いころに他界し、父親は船長で海外に行っており、ほぼ1人暮らし。一番仲の良い猫は公園に住み着いている野良猫「ニア」。ランニングの中に入れて連れまわしていた。
短編の「山田のコト」では、本編の前日談がニアがメインで書かれている。元々は長髪で、服装もボーイッシュではなかったが、周りとはちょっと違う自分に悩んでいた時に偶然「GASP」のライブを目撃、ステージで歌うトーイの姿に強烈な憧れを抱き、髪型や服装を変え、トーイの追っかけをするようになる。そのため学校は休みがちだが、成績は至って優秀。運動神経も抜群である。
なおつみきみほがモデルという説もあるが、作者がつみきを知ったのはキャラクターデザイン後のことである。しかし「山田のコト」において、つみき出演の映画のエピソードを借用するなど、後づけでモデルとしたことをインタビューにて語っている。
ニヤとトーイの出会いからこの物語が始まり、ニヤのトーイ宛の手紙が物語のエピローグになる。
哀川陽司（あいかわ ようじ）
声 - 内田直哉
ルックス重視のアイドルとして売出し中の人気スターだったがトーイと出会い音楽性を重視した活動に目覚めトーイにも劣らないアーティストとしての実力を見せる。森が丘園子に片思いを抱いているが、冬威を好きな園子に振り向いてもらえないでいる。トーイのライバル的存在だったが、やがてトーイの良き親友兼イジられキャラになっていく。作中途中から自宅マンションの隣にトーイが引っ越して来たため、何かと食べ物をたかる光景(引越しそば、カレーなど)が見られた。モデルは吉川晃司 。作中ではギャグキャラクターとして度々扱われている。吉川本人は作者に「自分はこんなキャラじゃ無いですよ」と言ったが、作者からは「君のイメージは、こんな感じだよ」と言われている。また、この漫画が縁となり、後に発売された吉川晃司のCDジャケットのイラストを担当することになった。作中、髪型がたびたび変化するが、これはモデルの吉川晃司を意識したものである。身長は185センチメートル。
森が丘園子（もりがおか そのこ） / ヒデロー
声 - 弥生みつき
本名：小石川日出郎。超スーパーアイドル。ぶりっ子的な芸風だが、本性は勝気な少女。トーイの従姉妹にあたる。トーイを売り出すにあたって、か志子にスキャンダルを暴露されるが、記者会見での失礼な質問に本心で怒った事で、逆に人気がアップし、ぶりっ子なキャラから真のアーティストへと脱皮する。このスキャンダルで小石川一族が東京集合してしまい大騒動になりかける。ニヤを疎ましいと思いつつもいつの間にか凸凹コンビになる。メイクアップが得意で園子メイクと日出郎メイクは大きく異なり、一般人（ファンも含める）・さらに担当マネージャーですら同一人物と見破りがたい。ニヤと同じ15歳だが、一学年上でトーイと同学年の高校1年生（作中で16歳になる）。中森明菜がモデルとされる。
加藤か志子（かとう かしこ）
声 - 一柳みる
加山プロ所属の哀川陽司の敏腕マネージャー。トーイを見出し、彼のマネージメントに乗り気で、トーイのデビューを鮮烈にプロデュースする。やり手の女傑で、トーイを手に入れる為に「GASP」のライブを利用したり、トーイの売名行為のためにアイドル園子とのスキャンダルをマスコミにリークするなど、冷酷な所もある。トーイのデビューにあたって、加山プロから提携の加藤企画の社長に就任するが、加山社長の陰謀により失脚する。本気でトーイの才能に惚れ込み、最後までトーイの歌う場所を作ろうと奔走する。かつて「ヒステリックス」と言う伝説のロックバンドのボーカルだった過去があるが、本人は過去の事としているため、当時を語ろうとしない。小さい眼鏡を愛用し、ヘビースモーカーで常にタバコを吸っている。哀川陽司のバックバンド「EDGE」の命名者でもある。身長は172センチメートル。
近藤勇 / イサミ
声 - 山田辰夫
トーイの所属するパンクバンド「GASP」のベーシスト。見かけによらず、仲間想いで、それ故にトーイの裏切りを許せず、トーイと敵対する。トーイ脱退により「GASP」が瓦解した際に脱退して後に「ペニシリン・ショック」に加入する。家では両親の事を「パパ」「ママ」と呼んでいる。父親は非常に個性的、富裕層でもある。カイエのトーイ抹殺を阻止しようとするが、カイエに腹部を刺される。負傷したままトーイの武道館コンサートを客席から見つつ息を引き取ったかのように思われたが、実は命に別状はなく、そのままカイエの策略で怪我をしたGASPのメンバー共々同じ病院に入院。退院後、「ペニシリン・ショック」を脱退し、トーイやカイエに「トーイよりも凄いボーカルを見つけて自分のバンドを作る」と宣言する。その後、メンバーを見つけるまでの間、「GASP」の助っ人メンバーとして参加している。
鈴木昭司 / ショージ
声 - 関俊彦
トーイの所属するパンクバンド「GASP」のギタリスト。ライブ前以外は、ほとんどギターの練習をしない。トーイ脱退により「GASP」が瓦解した際に桃元と共にバンドに残った。実家は酒屋。妹がいる。
桃元郷（もももと ごう） / 桃ちゃん
声 - 玄田哲章
トーイの所属するパンクバンド「GASP」のドラマー。スキンヘッドでサングラス愛用、面倒見の良いバンドリーダー。トーイが自分の音楽の方向性で悩んでいた事を見抜き、わざと突き放すような言動をし、「GASP」を脱退するようトーイを後押しする。工場勤務。身長は172センチメートル。
他の作品でも「桃ちゃん」の名で呼ばれ、作者の長編作品には必ず顔を出す上條漫画の象徴とも言えるキャラクター。サンプラザ中野くんがモデルとされている。
中原公彦 / カイエ
声 - 曽我部和恭
パンクバンド「ペニシリン・ショック」のボーカル。「GASP」のボーカルであるトーイに憧れていた。それ故、芸能界に入り堕落した（とカイエは思っている）トーイを許せず、「GASP」を抜けたイサミを巻き込み、抹殺しようとしている。イサミを「ペニシリン・ショック」に引き込み、友人のキョウを「GASP」に加入させる等暗躍する。トーイをおびき出すために「GASP」復活ライブを利用し滅茶苦茶にするが、怒ったトーイから叩かれ、その際、「GASPのトーイ」が自分にとっての憧れであった事、その憧れのままでいて欲しかった事を訴えるが、トーイから「どこに行っても自分は変らない」と告げられ、憧れから目標としていつか乗り越えたい存在に変っていく。実家は金持ちで、バンド練習のスタジオ代や、怪我をさせた面々の入院費を含む治療費全てを負担している。軽くメシを食べるのにも一流料亭を利用したりする。モデルは中川勝彦とされている。
遠藤
哀川陽司のプロデューサー。かつて、か志子と共に「ヒステリックス」のメンバーだった。初期のころは、普段は渋い中年だが、眼鏡を掛けると陽気な性格に変わるという設定だったが、作者もいつの間にか忘れていた。36歳。
マニ藤
元々は哀川陽司のコンサートスタッフの一人だったが、か志子がトーイのマネジャーになるため、陽司に別れを告げようとした際、自分が後を引き継ぐと言いつつ、哀川陽司のマネージャーにいつの間にか就任している。低血圧で寝起き顔を見せたくないという理由で、普段はお面を被っているが、被っても被らなくても同じ顔をしている。トーイが「EDGE」を抜ける事を予測していたか志子に依頼され、トーイが抜けた後のベーシストとして後述の蒲愛克敏を連れてくる。名前は担当編集者の有藤智文から採られた。
亜座博史（あざ ひろし）
哀川陽司のバックバンド「EDGE」のメンバーでリードギター。メンバーの中で一番演奏上手。アマチュアバンドで演奏していた時、自分一人だけスカウトされ、悩んだ末に仲間を裏切る形でスカウトの話に乗ったものの、結局デビュー出来ず、助っ人ミュージシャンとして色々な所をたらい回しされるという過去を持ち、仲間を裏切った事への後悔や、今の置かれている状況から、やや拗ねた考えを持っていた。だが、「EDGE」に加入し、トーイや陽司と出会ってから少しずつ変っていった。陽司と音楽的対立の際、自暴自棄になり冬威の女性ファンを暴行しようとするが、ニヤに阻止され事なきを得る。
龍谷稔（たつや みのる）
哀川陽司のバックバンド「EDGE」のメンバーでドラマー。「EDGE」に加入する前はアマチュアのパンクバンドに所属していたため、「GASP」のボーカルであったトーイの事を知っていて、トーイと同じバンドで演奏できることを喜んでいる。「EDGE」に加入したてのころは垢抜けない雰囲気だったが、時が経つにつれ段々と洗練された青年に変わった。
権藤漸次（ごんどう ぜんじ）
哀川陽司のバックバンド「EDGE」のメンバーでキーボード担当。虚弱体質で潔癖症。演奏だけでなく陽司の楽曲の作曲・アレンジなども手掛けるようになる。小柄で女性的なルックス。「EDGE」のメンバーには内緒で抜け駆けしてトーイの武道館デビューライブにも参加した。
蒲愛克敏（かばい かつとし）
トーイが抜けた後、マニ藤が後釜に連れて来た「EDGE」の新メンバー。腕の良いスタジオミュージシャンだが、巨漢のため、使っているベースギターがウクレレに見えるのが難点。無口で威圧感があるが、本人は「カッチン」と呼んで欲しいらしい。名前は、当時上條のアシスタントであった河合克敏から採られた。アーノルド・シュワルツェネッガーがモデル。
鮎見初雪（あゆみ はつゆき）
トーイのデビューに際して、バックバンドとしてか志子がアメリカから呼び寄せたミュージシャン。か志子や遠藤と同じく「ヒステリックス」の元メンバー。トーイの武道館コンサートのバックバンドとして演奏するが、その歌や演奏に衝撃を受け、誰かのために演奏するのではなく、自分のために演奏したいという気持ちが高まり、武道館コンサートの後アメリカに戻っていった。鮎川誠がモデルとされる。
幸田アンジェラ（こうだ アンジェラ）
トーイのデビューに際して、バックバンドとしてか志子がアメリカから呼び寄せたミュージシャン。か志子や遠藤と同じく「ヒステリックス」の元メンバー。鮎見と同じくトーイの演奏に衝撃を受け、鮎見と共にアメリカに戻っていった。
マイケル・オーキー
トーイのデビューに際して、バックバンドとしてか志子がアメリカから呼び寄せたミュージシャン。鮎見やアンジェラと旧知の仲。普段は陽気な青年だが、サングラスを外すと凶暴になる。鮎見と同じくトーイの演奏に衝撃を受け、鮎見と共にアメリカに戻っていった。
海野灰猫（うみの はいね）
トーイが抜けた後、「GASP」にボーカルとして加入した。常に野菜を口にくわえている。トーイより年上の17歳だが、トーイに憧れている為、敬語で話している。ニヤに惚れていて、色々とアピールしているがあまり相手にされていない。
キョウ
トーイとイサミが抜けた後、「GASP」にベースとして加入した。無口でほかのメンバーと交わろうとしない。実はカイエの友人で、無口なのも演技で、「GASP」に加入したのもカイエのトーイ抹殺に協力するため。「GASP」の復活ライブを滅茶苦茶にしたため、トーイの怒りをかうことになる。モデルはデッド・オア・アライヴのスティーヴ・コイ。トーイと同じくらいの長身。
翔念大介（しょうねん だいすけ）
トーイと同時期にデビューしたアイドル。トーイがデビューするまでは話題の新人だったが、トーイのデビューによりすっかり影が薄くなる。その事に危機感を持ち、トーイが初めてテレビで歌う際に嫌がらせをするが、逆にトーイの評価をさらに高める結果となる。名前は連載当時人気だった少年隊をもじったもの。身長は173センチメートル。トーイとの身長差にコンプレックスを抱く。
引田真亜樹（ひきた まあき）
森が丘園子のマネージャー。園子に相手にされないと「うるうる」と泣き出す。モデルはピーター・マーフィ。
伊東半次（いとう はんじ）
興信所調査員。か志子に依頼され、トーイと日出郎が同棲している事をマスコミにリークする。依頼主が誰かを問い質そうとしたトーイに半殺しの目に遭い、依頼主がか志子だと喋ってしまう。その後、失脚したか志子の依頼で様々な裏工作を行っている。一見老けて見えるが24歳。
春日治（かすが おさむ）
若手の放送作家で、「仕掛人」の異名で呼ばれている。トーイに興味を持ち、か志子が失脚した後、トーイのプロデュースを全面的に行う。トーイからは「三流の詐欺師」と底の浅さを見透かされていた。連載当時、おニャン子クラブを仕掛けて話題の人となった秋元康がモデル（容姿はのぞく）になっている。
加山（かやま）社長
大手芸能プロダクション「加山プロ（通称：カマプロ）」社長。したたかな狸親爺だが、哀川陽司のバックバンドのオーディションに水着審査を取り入れるなど、美少年好き。デザイン上のモデルは菊池武夫であり、作中でも一般人に「タケ先生？」呼ばわりされる小ネタがある。
小石川籠女（こいしかわ かごめ）
トーイの妹。トーイとは幼いころに離ればなれになっており、本来なら跡継ぎである兄が家を出てしまったため、自分が婿養子を迎えて旧家である小石川家を継ぐことについては、複雑な思いも抱いていたが、トーイと再会したさいにその気持ちをぶつけて和解し、それ以来兄にややブラコン気味。着物を着用している。美少女。

## 制作背景
上條は「（当時の日本のパンクを）そのままマンガで描きたかった」ため、本作を執筆。イベントタイトルの「帝王切開」は、ザ・スターリンのライブのタイトルを由来としている。

## 影響
THE NOVEMBERSの小林祐介は、上條の作品から影響を受けており、「上條なくして自分の美意識を語ることはできない」と語る。特に影響を受けた作品として、本作や『SEX』を挙げている。
ロックバンドのPENICILLINのバンド名は、本作に由来している。

## OVA
1987年10月1日にOVAとして発売。キャラクターの設定・場面の描写等は原作に準ずるが、ストーリーは大きく異なっている（下記参照）。
PSY・Sの「Lemonの勇気」が「GASP」、鈴木賢司の「UPTOWN TRAFFIC」が哀川陽司イメージソングとして使用されており、それらを収録した『TO-Y Original Image Album』がCBS・ソニーから発売されている。OVA化の際、「トーイ達に『歌』を歌わなせない」事が作者の条件だったため、演奏シーンはインストルメンタルか、性別違いのボーカル曲となっている。
2021年には初のBlu-ray化となり、6月30日より1000セット限定で発売。2022年2月2日には通常版が発売されている。

### ストーリー
藤井冬威（トーイ）の高1の夏休み（原作と異なり退学していない）。
新宿LOFTでの「GASP」のライブ中、哀川陽司とトーイは殴り合いの喧嘩になり、ノックアウトされてマネージャーの加藤か志子と退場する陽司。ライブ後に噴水広場に集まる「GASP」のトーイ・桃元郷・イサミ・ショージとトーイの追っかけの山田二矢。これはトーイのいとこ森が丘園子がトーイを加藤か志子に売り込むために哀川陽司を嗾けたものだった。小石川日出郎のマンションでトーイに付きまとうニヤは園子と出会う。
1か月後の日比谷音楽堂のライブに向けて練習に余念のない「GASP」。巷は「GASP」の初野音の話題で持ちきりだった。 何度かコンタクトを取ろうとしていた加藤か志子が、ビルの屋上でトーイと会見しトーイを芸能界へスカウトするが、トーイは芸能人には興味がなく断る。「GASP」の日比谷野外音楽堂ライブのチケットは完売しライブのレコード化も決まった。ある日トーイとニヤは夏祭りに行き、黒づくめのカイエに出会う、園子に新宿LOFTの一件の真意を聞いたトーイはやはり芸能界には興味ないという。
雨の日、スタジオに向かうトーイの前に陽司が現れる。プールバーで不敵な予告をする陽司、すると雨の中。トーイのもとにモモちゃんが走ってくる。
日比谷野外音楽堂ライブは急遽中止になった、イサミはトーイの近々の動きが原因とトーイを責め、「GASP」は分裂してしまう。野音を中止させたのは加藤か志子で、「GASP」のライブは強引に哀川陽司のコンサートに替えられてしまった。ロックファンたちは、チケットカウンターに押しかけ騒然となる。責任を感じて街をさまようトーイにニヤが付き添い、やっとトーイに笑顔が戻る。
1987年8月26日、日比谷野外音楽堂で怒号と歓声にまみれた陽司のコンサートがはじまった。カイエの怒りのバタフライナイフが陽司に差し向けられそうになったとき、会場に「GASP」のギターが響く。「GASP」は日比谷野外音楽堂の小ホールに機材を持ち込んで、ゲリラライブを決行した。遅れてイサミも加わり「GASP」は完全復活した。哀川陽司と「GASP」は互いに演奏で張り合い、森が丘園子・加藤か志子が見守る中、ニヤの指ピストルで、トーイは観客席に背面ダイブをするのであった。
スタッフ
- 監督 - 浜津守
- 脚本 - 橋本以蔵
- キャラクターデザイン・作画監督 - 恩田尚之
- 原画 - 鶴山修、千明孝一、橋本浩一、大橋誉志光、佐藤雄三、松原徳弘、松岡秀明、横山彰利、後藤隆幸、松本小百合、榎本明広、

　　　　　  服部知憲、向山裕治、太田雅三、嵯峨敏、平岡正幸、土器手麻由美
- 美術監督 - 小林七郎
- 撮影監督 - 杉村重郎
- 編集 - 掛須秀一
- 音響監督 - 田代敦巳
- 音楽監督 - 松浦雅也
- プロデューサー - 若菜章夫、浅見勇、潮崎卓夫
- アニメーション制作 - スタジオぎゃろっぷ
- 製作 - 小学館、CBS・ソニー、スタジオぎゃろっぷ

### イメージ・アルバム
『TO-Y Original Image Album』（トーイ オリジナル・イメージ・アルバム）は、1987年10月1日にCBS・ソニーから発売された、PSY・Sの松浦雅也プロデュースによる同名OVAのコンピレーション・アルバム。OVAの劇中歌が収録されている。2024年2月21日、ソニー・ミュージックレーベルズよりアナログ盤が「デザインもすべてオリジナルのままの完全復刻版」として発売されると発表されている。
キャッチコピーは『退屈ってヤツをブっつぶす!!』。

#### 収録曲
- 括弧内は、楽曲を歌唱及び演奏したミュージシャン。

| #         | タイトル                   | 作詞            | 作曲            | 編曲      | 時間  |
| --------- | -------------------------- | --------------- | --------------- | --------- | ----- |
| 1.        | 「Lemonの勇気」(PSY・S)    | サエキけんぞう  | 松浦雅也        | 松浦雅也  | 4:24  |
| 2.        | 「モナパーク」(GONTITI)    |                 | チチ松村        | 松浦雅也  | 3:17  |
| 3.        | 「ドリーム・スープ」(AMOR) | 高橋佐代子      | 岡田徹 松浦雅也 | 松浦雅也  | 4:14  |
| 4.        | 「SANSO」(くじら)          | 杉林恭雄        | 杉林恭雄 楠均   | QUJILA    | 5:31  |
| 5.        | 「風の中で」(楠瀬誠志郎)   | 安則“Chaka”まみ | 松浦雅也        | 松浦雅也  | 3:22  |
| 合計時間: | 合計時間:                  | 合計時間:       | 合計時間:       | 合計時間: | 20:48 |

| #         | タイトル                         | 作詞                  | 作曲             | 編曲               | 時間  |
| --------- | -------------------------------- | --------------------- | ---------------- | ------------------ | ----- |
| 1.        | 「ショート寸前」(BARBEE BOYS)    | いまみちともたか 杏子 | いまみちともたか | BARBEE BOYS        | 4:05  |
| 2.        | 「嵐のあと」(THE STREET SLIDERS) | Joy-Pops              | Hiro Murakoshi   | THE STREET SLIDERS | 3:16  |
| 3.        | 「UPTOWN TRAFFIC」(鈴木賢司)     |                       | 鈴木賢司         | 鈴木賢司           | 3:59  |
| 4.        | 「時計仕掛けのせつな」(ZELDA)    | 高橋佐代子            | 石原富紀江       | 佐久間正英         | 4:22  |
| 5.        | 「Cubic Lovers」(PSY・S)         | 松尾由紀夫            | 松浦雅也         | 松浦雅也           | 5:37  |
| 合計時間: | 合計時間:                        | 合計時間:             | 合計時間:        | 合計時間:          | 21:19 |

| #         | タイトル                         | 作詞                  | 作曲             | 編曲               | 時間  |
| --------- | -------------------------------- | --------------------- | ---------------- | ------------------ | ----- |
| 1.        | 「Lemonの勇気」(PSY・S)          | サエキけんぞう        | 松浦雅也         | 松浦雅也           | 4:24  |
| 2.        | 「モナパーク」(GONTITI)          |                       | チチ松村         | 松浦雅也           | 3:17  |
| 3.        | 「ドリーム・スープ」(AMOR)       | 高橋佐代子            | 岡田徹 松浦雅也  | 松浦雅也           | 4:14  |
| 4.        | 「SANSO」(くじら)                | 杉林恭雄              | 杉林恭雄 楠均    | QUJILA             | 5:31  |
| 5.        | 「風の中で」(楠瀬誠志郎)         | 安則“Chaka”まみ       | 松浦雅也         | 松浦雅也           | 3:22  |
| 6.        | 「ショート寸前」(BARBEE BOYS)    | いまみちともたか 杏子 | いまみちともたか | BARBEE BOYS        | 4:05  |
| 7.        | 「嵐のあと」(THE STREET SLIDERS) | Joy-Pops              | Hiro Murakoshi   | THE STREET SLIDERS | 3:16  |
| 8.        | 「UPTOWN TRAFFIC」(鈴木賢司)     |                       | 鈴木賢司         | 鈴木賢司           | 3:59  |
| 9.        | 「時計仕掛けのせつな」(ZELDA)    | 高橋佐代子            | 石原富紀江       | 佐久間正英         | 4:22  |
| 10.       | 「Cubic Lovers」(PSY・S)         | 松尾由紀夫            | 松浦雅也         | 松浦雅也           | 5:37  |
| 合計時間: | 合計時間:                        | 合計時間:             | 合計時間:        | 合計時間:          | 42:07 |